# Cranainae
Sous-famille
Les Cranainae sont une sous-famille d'opilions laniatores de la famille des Cranaidae.

## Distribution
Les espèces de cette sous-famille se rencontrent en Amérique du Sud.

## Liste des genres
Selon World Catalogue of Opiliones (10/08/2021) :
- Cranaini Roewer, 1913
  - Cranaus Simon, 1879
  - Metacranaus Roewer, 1913
  - Panalus Goodnight & Goodnight, 1947
  - Ventrifurca Roewer, 1913
- Digalistini Villarreal & Kury, 2021
  - Binamballeus Roewer, 1952
  - Bunicranaus Roewer, 1913
  - Carsevennia Roewer, 1913
  - Clinocippus Roewer, 1932
  - Digalistes Roewer, 1932
  - Guayaquiliana Mello-Leitão, 1935
  - Isocranaus Roewer, 1915
  - Paracranaus Roewer, 1913
  - Puna Roewer, 1925
- Heterocranaini Roewer, 1913
  - Heterocranaus Roewer, 1913
  - Zannicranaus Kury, 2012
- Holocranaini Villarreal & Kury, 2021
  - Holocranaus Roewer, 1913
- Stygnicranaini Roewer, 1913
  - Agathocranaus Orrico & Kury, 2009
  - Stygnicranaus Roewer, 1913
  - Tryferos Roewer, 1931
- Ventrivomerini Villarreal & Kury, 2021
  - Bucayana Mello-Leitão, 1942
  - Neocranaus Roewer, 1913
  - Nieblia Roewer, 1925
  - Ventripila Roewer, 1917
  - Ventrivomer Roewer, 1913
- tribu indéterminée
  - Sibundoxia Roewer, 1963
  - Spirunius Roewer, 1932
  - Ventrisudis Roewer, 1963

## Publication originale
- Roewer, 1913 : « Die Familie der Gonyleptiden der Opiliones-Laniatores [Part 2]. » Archiv für Naturgeschichte, sér. A, vol. 79, no 5, p. 257–472 (texte intégral).